# When Lovers Part
When Lovers Part er en amerikansk stumfilm fra 1910 af Sidney Olcott.

## Medvirkende
- Gene Gauntier - Nell
- Jack J. Clark
- Robert Vignola
- JP McGowan